# 杜泰姬
杜泰姬（？年—？年），漢中南鄭人，東漢犍為太守趙宣之妻。

## 生平
杜泰姬育有七男七女。她對其兒女以性別施教，她以西門豹、宓子賤為例教導其子們對自身的修養（《教子》）；她以自身的體驗教導其女及兒媳們女性的行為舉止（《戒諸女及婦》）。後來她的七個孩子皆受察舉，牧州守郡，漢中太守、南鄭令多與七子同歲季孝上計，都很尊敬杜泰姬，執子侄禮。